# Проклетије
Проклетије (Алтин, Тројанске планине) су планински венац у источној Црној Гори, јужној Србији (Метохија) и северној Албанији. Проклетије су висок планински венац на југоисточном рубу Динарског планинског система. Највиши врх Проклетија Језерски врх висок 2.694 m је истовремено и највиши врх Динарских планина. Други по реду је Ђеравица на Косову и Метохији са 2.656 m. Ђеравица је уједно и други највиши врх Србије. Највећи део планина са северне стране чини национални парк који заузима око 1.000 km².

## Географски положај и назив
Српске (северне) области Проклетија почињу на Мокрој Гори и Сувој планини на североистоку и настављају у благом луку дуж линије Исток – Пећ – Дечани – Јуник до реке Рибник на југоистоку. Западна граница је граница Србије са Црном Гором и Црне Горе са Албанијом. Област обухвата око 40 одвојених планина које заједно граде један од највећих Динарских масива. У поређењу са другим деловима Динарских планина, геолошка грађа Проклетија је сложенија. Присутни су кречњаци и доломити, дијабаз-рожна формација, банковити и масивни кречњаци, аргилошисти, пешчари и конгломерати.
Проклетије су у прошлости различито називане: „Бериселди“, „Северноалбански Алпи“, „Алпи на југу Европе“, „Црногорски Алпи“ и др. Данашњи назив у множини - Проклетије, који означава већи број планинских венаца, први је увео географ Јован Цвијић. Истражујући ову планинску групу, он је приметио да овдашње српско становништво назива Богићевицу, Гребен, Бјелич, Каранфиле и Тројан заједничким именом Проклетије, што значи проклете планине. Овај назив Цвијић је у својим радовима проширио на читав планински венац почев од Скадарског језера па све до Ибра и Метохије. Назив је данас прихваћен у општој терминологији и топонимији. Албанско становништво Проклетије назива (алб. Bjeshkët e Nemuna) што у преводу значи „проклете“ или „забрањене“ планине. Назив Проклетије има двоструко етимолошко значење. Оно симболизује, не само природне одлике овог простора (кршевитост, дивљину, непроходност), већ и некадашње друштвено-историјске прилике које су биле присутне на овом простору (лична несигурност, анархија, разне опасности и др.).

### Ђеравица
Ђеравица је са 2.656 метара надморске висине други највиши врх Србије. Овај врх се налази у јужној Србији, општина Дечани, покрајина Косово и Метохија, изнад средњовековног манастира Високи Дечани. У непосредној близини врха се налазе многобројна ледничка језера, од којих је највеће Ђеравичко. Налази се на око 2.200 метара надморске висине и из њега истиче река Рибник (Ереник), која протиче кроз Метохију. Језеро има облик зуба, са највећом дужином од 240 и ширином од 120 метара, док му је највећа дубина 3,8 метара. Станиште је неколико врста водоземаца из фамилије саламандрида, који се хране летећим инсектима.

### Највиши врх Црне Горе Зли Колац
Зли Колац (алб. Kolata e Keqe) планински јe врх који сe налази на 2.534 метара надморске висине и представља највиши врх у Црној Гори. Највиши јe врх Проклeтија у Црној Гори и налази се на самој граници између Црне Горе и Албаније.
До почетка 21. века за највиши врх Црне Горе је важио Боботов Кук на Дурмитору. Међутим, дугогодишње медијско надметање, које је добило убрзање на друштвеним мрежама, о томе који је врх цар планина, прекинуо је Монстат (завод за статистику Црне Горе). Према подацима добијеним на основу ласерског скенирања терена утврђено је да је највиши врх у Црној Гори заправо Зли Колац. Истовремено је утврђено да је досадашњи „врх над врховима” Боботов кук по својој висини пао тек на четврто место. После врха Зли Колац (2.535 м), по висини следе њој суседни врхови Добри Колац (2.525 м), колико је висока и Маја Росит, такође на Проклетијама, недалеко од Гусиња. Пре овог мерења званичан податак према последњем годишњаку Монстата био је да два врха - Боботов кук и Маја Росит, имају исту (2.522 м).
Заговорници тезе да је Боботов кук највиши планински врх у Црној Гори позивају се на међународне стандарде и правила која се користе у планинарству, по којима се највишим врхом сматра онај који се читавом својом површином налази на територији једне земље, па би по тим критеријумима Зли Колац ипак биo "само" други врх у држави. Међутим, званично је уписано, врх црногорских Проклетија је потиснуо врх Дурмитора.

## Рељеф
У географској литератури преовлађују мишљења да су Проклетије завршне планине динарског планинског система. Истина, Проклетије имају низ заједничких карактеристика са планинама овог система. Међутим, међу геолозима и географима постоје и мишљења да су Проклетије самосталан планински систем. Јован Цвијић је међу првима указао на географску индивидуалност проклетијске планинске групе. Основни критеријуми за издвајање Проклетија у самосталан геолошки и геоморфолошки планински комплекс свакако су фацијално-стратиграфски карактер и правац пружања главног гребена.
По првом критеријуму Проклетије представљају прелазну планинску групу између Динариде и Хелениде. Скретање Проклетија из динарске директрисе (линија водиља) у СИ правац пружања по Цвијићу представља највећу геоморфолошку појаву на Балканском полуострву. Претпоставља се да је ово скретање извршено за време набирања Динарида, тачније у савској фази алпскеорогенезе, при чему је дошло до сучељавања бора динарских и шарских планина. Основни облици рељефа Проклетија (котлине и планине) резултат су дејства тектонских покрета. Каснији егзогени процеси, појачани великом енергијом рељефа и неотектонском активношћу јако су рашчланили и модификовали рељеф Проклетија, тј. тектонске и преглацијалне флувијалне и крашке облике рељефа. Отуда су у рељефу проклетијске планинске групе синтетизовани готово сви процеси деловања ендогених и егзогених сила у току дуге и бурне геолошке прошлости. Као последица тих процеса јављају се различити облици рељефа: тектонски, вулкански, глацијални, флувијални, крашки, денудациони, нивациони и други. По Цвијићу, плеистоцена глацијације Проклетија била је интензивнија од данашње у Алпима. Отуда, основни печат физиономији Проклетија дају фосилни облици глацијалне ерозије и акумулације. Ни у једној области Балканског полуострва ледници нису оставили тако дубоке и маркантне трагове свог постојања, као на Проклетијама. Поред два највиша врха Црне Горе - cp. Колац - алб. Колата (2.528 m) и Росни врх (2.524 m), на Проклетијама се налази и највиши врх Србије, Ђеравица (2.656 m). То је други врх по висини у целокупним Проклетијама, после Језерског врха у Албанији (2.694 m).
Осим нормалног (планине, котлине, речне долине, терасе и др.) на Проклетијама се често јављају специфични облици рељефа са израженим куриозитетним и естетско-декоративним својствима. Они су резултат интензивног дејства селективне ерозије услед различите отпорности геолошке подлоге састављене од различитих стена: палеозојски шкриљци, мезозојски кречњаци, вулканске стене, квартарни седименти и др. При томе су мекше стене јаче, а тврђе слабије еродиране. Отуда се Проклетије одликују изразитом морфоскулптуром. Специфични облици рељефа представљени су дубоким и вертикално усеченим валовима и цирковима, вертикалним или инверзно нагнутим одсецима, “тестерастим” гребенима, зупчастим врховима, остењацима, прозоцима у стенама, кречњачким пречагама у валовима и кањонским усецима у пречагама, џиновским моренским блоковима, огромним точилима и сипарима, интересантним профилима слојева, пећинама, јамама и понорима. Највећа концентрација ових облика је у Каранфилско-бјеличком комплексу код Гусиња. Између циркова (Велики котао, Крошња, Љубокуће и др.) из бочних повијараца који се одвајају од главног гребена Каранфила издижу се оштри врхови у виду високих торњева са симболичним називима Копље, Гвоздени врх, Очњак и др. Релативна висина Копља је око 600 m, а апсолутна 2.200 m. Очњак је висок 2.136 m, а највиши, Средњи врх Каранфила има 2.430 m. Ови врхови представљају изазов за планинаре и алпинисте. На Копље је испењан један од можда најтежих алпинистичких смерова на овом подручју, зове се „Прво Копље“. Први су га попели Жарко Гостовић (1950-2019) из Скопља и Анте Бедалов (1952-1974) из Каштел Камбеловца, од 15. до 18. Јуна 1972 године. Првенствени успон је трајао три и пол дана. У превоју који повезује Очњак са главним гребеном Каранфила налази се џиновски прозорац „Шупља врата“.

### Фосилни глацијални рељеф
Проклетије су један од више планинских венаца на Балканском полуострву који су током плеистоцена били захваћени планинском глацијацијом. Висина снежне границе била је између 1300–1500 m. Према проучавањима Јована Цвијића оне су биле изложене јачој глацијацији него што је данашња глацијација Алпа. На њима су установљени сасвим поуздани глацијални трагови.
Венац Проклетија био је скоро потпуно покривен снежаницима и ледницима. Према количини плеистоценог снега и леда он се налазио одмах иза Риле, када је у питању простор Балканског полуострва. Толика количина снега и леда тада је последица знатног броја врхова Проклетија који прелазе 2500 m. Од пространог леденог покривача одвајали су се дуги леднички језици који су се отапали на висини 1300–1500 m. Постојала су 4 велика ледника: Плавски у долини Лима, Пећки у долини Пећке Бистрице, Дечански у долини Дечанске Бистрице и Рожајски у долини Ибра.
Плавски ледник био је највећи. Његова дужина премашивала је 35 km, ширина 4 km, а дебљина 200 m. Током Плеистоцена површина под ледом износила је преко 250 km². Отапањем овог ледника и акумулацијом материјала на месту отапања створен је терминални басен у коме налази Плавско језеро. Вусањски ледник „притицао” је Плавском леднику са десне стране. Отапањем овог ледника тј. ерозивним деловањем подледничког потока створена је клисура Суке, процеп дубок 60 m, а широк свега 2 m.
Пећки ледник био је дугачак 25 km. Он је код Пећи наталожио чеоне морене дебљине 260 m и оне представљају највише чеоне морене на Балканском полуострву. Дечански ледник имао је дужину од 20 а Рожајски 16 km.

## Хидрографија
На Проклетијама се јавља и специфична хидрографија, везана углавном за кречњачке терене. Њу чине не само крашка врела, него и делови речних токова кроз клисуре и кањоне са водопадима и џиновским лонцима, понори и крашки извори. У кањону Грље истоимена река прави пет водопада на дужини од 500 m, тј. просечно на сваких 100 m по један водопад. Први водопад на улазу у кањон, који прави река Скакавица, висок је 15 m, док највиши, последњи водопад достиже висину од око 25 m. Плавско језеро је највећи лимнолошки објекат ледничког порекла.

## Клима
Поднебље Проклетија је врло сложено и разнолико, а по извесним особинама и специфично. Клима се на релативно малом простору мења како по вертикали тако и по хоризонтали. Циклонска активност нарочито је запажена у пролеће и у позну јесен и евидентирани су утицаји атлантског и средоземног циклона. У склопу ширег простора Проклетија издвајају се три климатска рејона: умерено-континентални (500–800 m); субпланински (800–1200 m) и планински (изнад 2000 m). Средња годишња температура на Проклетијама (Балијине Рупе), на 2120 m, 2,8 степени Ц. Лето је умерено топло, а зима умерено хладна. Јесен је топлија од пролећа. Иначе, на Проклетијама пролеће релативно кратко траје. Температурни екстреми нису јако изражени на Проклетијама. У области умереног климата као оптимални услови за живот и боравак човека, обично се сматрају: релативна влажност ваздуха 60% и температура 22 степена. Због великог колебања температуре ваздуха између котлина и највиших делова планина настају локални ветрови - даник и ноћник. Ветрови северац или мећава, махом су хладни и суви и доносе снежне падавине. Лети ови ветрови доносе ведро, сунчано и стабилно време. Ветрови из јужног, југозападног и југоисточног правца доносе овамо релативно топле и влажне ваздушне масе из којих се зими излучују обилне снежне падавине, а лети доносе кишу.

## Биљни и животињски свет
Проклетије су увек привлачиле пажњу ботаничара и других научника као врло интересантан и неисцрпан простор истраживања. На Проклетијама се укрштају три основне фитогеографске регије северне хемисфере: Алпско-високонордијска, Еуросибирско-борео-америчка и Медитеранска. Од подножја до врха издвајају се два шумска и један травни спрат.
Листопадни шумски спрат почиње термофилним брдским подручјем храстових шума. Ту доминирају шумске заједнице цера и сладуна. Изнад овог настаје мезофилно подручје шума храста китњака у којем се осим храста јављају црни граб и црни јасен. Горњи део листопадног спрата чини подручје букових шума. Појас четинарских шума у нижем делу чине јела и смрча, а у вишем молика и муника. Шумски спрат се завршава бором кривуљем, који местимично расте на висинама од преко 2000 m. Шуме Проклетија представљају значајан терморегулатор, јер ублажавају температурне екстреме ваздуха. Лети су извор свежег ваздуха, а зими ублажавају ниске температуре. Флора Проклетија у основи има средњоевропски карактер, али је значајно присуство егзотичних биљних врста. По разноврсности флоре Проклетије (сл.се могу упоредити са флористички најпознатијим планинама Балканског полуострва, као што су Рила и Пирин у Бугарској. Ретке биљне врсте молика, муника, форзиција, вулфенија, рунолист и друге, су заштићене законом. На Проклетијама, Комовима и Бјеласици заступљено је неколико стотина лековитих биљних врста, од којих се као значајније истичу 160 врста. Међу њима велики број је лековит или јестив. Око 60 биљних врста овдашње становништво вековима користи за домаћу употребу, тј. за лечење разних болести, за справљање чајева, мелема, уља, сокова. Најчешће употребљаване врсте су: линцура, камилица, глогов цвет, хајдучка трава, чемерика, нана, липов чај, пелин, мразовац, зова, јаглика и љубичица, а од пољских и шумских плодова боровница.
Проклетије обилују богатом и разноврсном фауном сисара, птица, риба, водоземаца и инсеката. Најзанчајније врсте дивљачи које насељавају високопланинску зону Проклетија су: дивокоза, срнећа дивљач, мрки медвед и дивља свиња, а од птица велики тетреб, јаребица камењарка, љештарка и сиви орао. Од тзв. ниске дивљачи заступљене су следеће врсте: зец, лисица, видра, куна, јазавац, твор, веверица и др. По разноврсности пернате и длакаве дивљачи Проклетије спадају међу најбогатије планинске масиве у Европи.
У склопу планинског комплекса Проклетија издвајају се три риболовна подручја:
- 1. Плавско-лимски (младица „блатњача“, штука, липљен),
- 2. Ибарски (поточна пастрмка, кркуша, белица, липљен, поточна мрена)
- 3. Пећко-дечански (клен, мрена, скобаљ, јегуља).

## Културно-историјски споменици и становништво
Овде су се досељавале и смењивале разне цивилизације (грчка, римска, илирска и словенска), које су оставиле трагове свога постојања. Уз то, овај простор је у прошлости био поприште бурних и динамичних историјских догађаја, који су се одразили на карактер овдашњег културно-историјског наслеђа. Трагови материјалне културе, односно културно-историјске вредности, на овом простору датирају из различитих периода: праисторијског, римског (античког), периода српске средњовековне државе, периода турске окупације, периода између Првог и Другог светског рата и периода после Другог светског рата.
Да је шира област Проклетија била насељена још у праисторијско доба, сведоче пронађени остаци из тог периода. До сада су откривени остаци из мезолита (Требачки крш и др.). Прво значајније налазиште Кремштице у селу Петњику код Берана, где су пронађени остаци неолитског насеља са темељима кућа и бројним фрагментима керамике. Друго је Беран крш такође код Берана где су откривени остаци кућа, оруђа, игле, шила, ножеви и др. Најзначајнији остаци из римског периода откривени су у селу Лушцу код Берана, на обали Плавског језера и у Пећкој бањи. На присуство Римљана у овом крају указују и нека гробља, за која се сматра да су „латинска“. Доба средњовековне српске државе оставило је најзначајније трагове материјалне и духовне културе. Међу њима највећу вредност имају манастири Високи Дечани и Пећка патријаршија.
У метохијским местима Дечани, Јуник, Стреоц и другим, у којима претежно живе Албанци, карактеристичне су старе балканске куће, тзв.метохијске куле. Међу бројним кућама старе градске архитектуре, посебну пажњу привлаче: Тахир-бегов и Јашар-пашин конак (кула) и кућа Протића у Пећи, стара кућа брвнара у селу Лоћане код Дечана (сматра се најстаријом кућом те врсте на Косову и Метохији). Проклетије, простор на коме вековима живе Срби, Црногорци, Албанци, Муслимани, Роми и др., представља специфичан амбијент у погледу етнолошких елемената, тј. богат етнички мозаик и праву ризницу народног блага, где се преплићу разноврсни етносоцијални мотиви (преко 20 врста народних ношњи, богатство фолклорне музике и фолклорних игара, разни обичаји и традиционално развијена домаћа и занатска радиност).